# Mama Cax
Mama Cax (nata Cacsmy Brutus) (New York City, 20 novembre 1989 – Londra, 16 dicembre 2019) è stata una modella haitiana-statunitense, nota attivista per i diritti dei disabili. Con una protesi al posto della gamba destra, Cax fu una figura non convenzionale nel mondo della moda moderna.

## Biografia
Cacsmy Brutus nacque a Brooklyn, New York, il 20 novembre 1989.  Crebbe ad Haiti  e all'età di 14 anni le fu diagnosticato un osteosarcoma e un cancro ai polmoni: i medici le dettero tre settimane di vita. Due anni dopo fu operata all'anca, ma l'operazione non andò bene portando all'amputazione della gamba destra. In seguito riconobbe che ci sono voluti diversi anni per riconquistare la fiducia e che nascose la sua protesi per diversi anni.
Ha conseguito la laurea e il master in relazioni internazionali. All'età di 18 anni, imparò a giocare a basket in carrozzina.

## Attività
Il 15 settembre 2016, Cax (questo lo pseudonimo che si dette) fu invitata alla Casa Bianca per partecipare a una sfilata di moda organizzata da Barack e Michelle Obama. A quel tempo, stava lavorando nell'ufficio del sindaco di New York City con Dhiren Raja mentre finiva gli studi.
Nel 2017, Cax apparve nella sua prima pubblicità commerciale e presto firmò con l'agenzia di modelle JAG Models a New York. Tra le sue apparizioni, sfilò sulla passerella in spettacoli per Chromat e Fenty Beauty di Rihanna]. Il suo successivo lavoro commerciale incluse campagne pubblicitarie per Tommy Hilfiger e Sephora.
Sfilò alla settimana della moda di New York nel 2018, in un costume da bagno disegnato da Becca McCharen (CEO e direttore creativo di Chromat), che cercò di cambiare gli "standard di bellezza".  Quell'anno, realizzò la copertina di Teen Vogue con Jillian Mercado e Chelsea Werner.
Nel 2019, Cax diventò il volto del marchio Olay per la loro campagna di marketing per la protezione solare. Nell'ottobre 2019, Cax annunciò che avrebbe partecipato alla maratona di New York su una sedia a rotelle.
Mentre era in Inghilterra nel dicembre 2019, Cax venne ricoverata al Royal London Hospital per forti dolori addominali e coaguli di sangue nel polmone, successivamente confermati come embolia polmonare. Morì in ospedale il 16 dicembre 2019 all'età di 30 anni.